# Mastotermes
Genre
Mastotermes est un genre de termites. La seule espèce vivante du genre est Mastotermes darwiniensis (en), que l'on trouve uniquement dans le nord de l'Australie. Un certain nombre de taxons éteints sont connus à partir de fossiles. Il s'agit du termite vivant le plus primitif. À ce titre, il présente des similitudes notables avec certaines blattes, les plus proches parents des termites. Ces similitudes comprennent le lobe anal de l'aile et la ponte des œufs en grappes plutôt qu'individuellement.

## Description

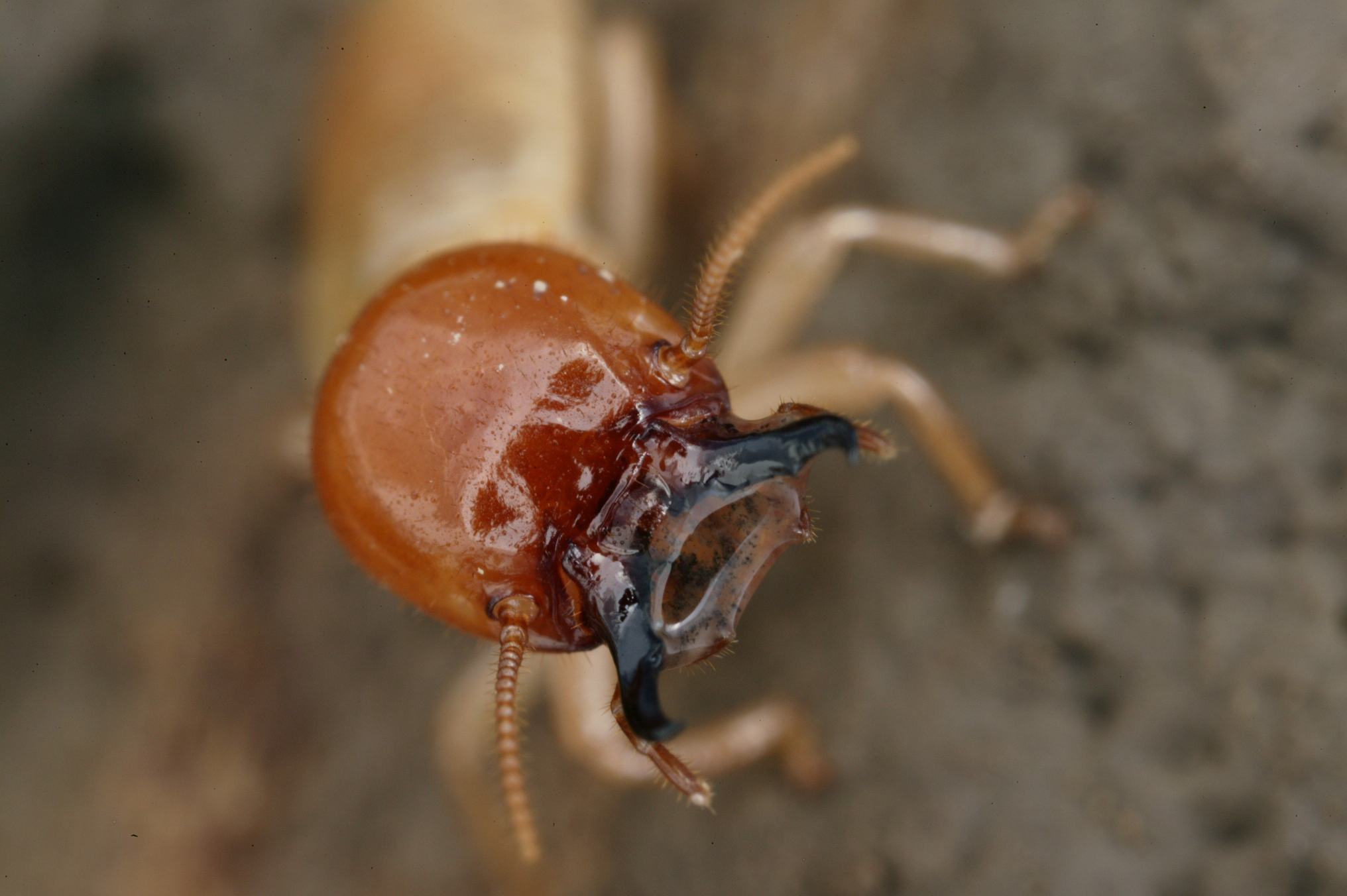
Tête de Mastotermes darwiniensis.

Ces termites singuliers ressemblent à première vue à l'assemblage d'un abdomen de blatte avec une tête et un thorax de termite. Leurs ailes ont le même dessin que celles des cafards, et leurs œufs sont pondus dans une oothèque comme les œufs des blattes. On pense qu'ils ont évolué à partir des mêmes ancêtres du Permien que les cafards du genre Cryptocercus (en). Des ailes fossiles découvertes dans le Permien du Kansas ressemblent beaucoup aux ailes des Mastotermes. Cette espèce fossile est Pycnoblattina. Elle repliait ses ailes selon un motif convexe entre les segments 1a et 2a. Mastotermes darwiniensis (en) est le seul insecte vivant qui fait de même. Cependant, il a été démontré que Pycnoblattina n'est pas liée aux termites et les premiers termites datent du Jurassique supérieur-Crétacé inférieur. Contrairement aux blattes, chez les termites seuls les reproducteurs ont des ailes, beaucoup plus longues que leur abdomen. Mastotermes darwiniensis n'est généralement pas très abondant et ses colonies ne sont pas grandes dans les conditions naturelles. Cependant, lorsqu'elles trouvent de l'eau en abondance (par une irrigation régulière, par exemple) et des conditions de nourriture et de sol favorables (comme des stocks de bois ou des structures en bois), ses populations peuvent être énormes, se comptant par millions et détruisant rapidement leur hôte.
Son régime alimentaire est varié : il mange des plantes introduites, endommage l'ivoire et le cuir, le bois et les débris, en fait presque toute matière organique. Il peut devenir un ravageur agricole majeur, au point qu'il a un moment compromis les cultures maraîchères dans le nord de l'Australie partout où il était abondant, c'est-à-dire en dehors des sols de forêt tropicale ou trop riches en bauxite. Il a développé la capacité de creuser dans un arbre vivant et de son écorce de manière que celui-ci meure et devienne le centre d'une colonie.
Mastotermes darwiniensis est le seul hôte connu du protozoaire symbiotique Mixotricha paradoxa (en), remarquable pour ses multiples symbiotes bactériens.

## Registre fossile
De nombreux taxons éteints ont été décrits dans le genre Mastotermes. Celui-ci avait une distribution mondiale jusqu'à il y a quelques millions d'années, lorsque toutes ses espèces ont disparu, sauf M. darwiniensis.
Les espèces fossiles de Mastotermes comprennent :
- Mastotermes aethiopicus Engel et al., 2016 (Éthiopie, Miocène)
- Mastotermes anglicus Rosen, 1913 (Formation Bouldnor (en), Angleterre, Priabonien)
- Mastotermes bournemouthensis Rosen, 1913 (Éocène supérieur de l'Angleterre)
- Mastotermes croaticus Rosen, 1913 (Miocène inférieur de Croatie)
- Mastotermes electrodominicus Krishna (en) & Grimaldi, 1991 (Miocène inférieur de la République dominicaine)
- Mastotermes electromexicus (en) Krishna (en) & Emerson, 1983 (Oligocène au Miocène inférieur de l'ambre du Mexique)
- Mastotermes gallica Nel, 1986 (Oligocène inférieur de la France)
- Mastotermes haidingeri (Heer, 1849) (Miocène inférieur de Croatie)
- Mastotermes heerii (Göppert, 1855) (Oligocène supérieur de Pologne) - provisoirement placé dans Mastotermes
- Mastotermes krishnorum Wappler & Engel, 2006 (Éocène moyen de l'Allemagne)
- Mastotermes minor Pongrácz, 1928 (Miocène inférieur de Croatie)
- Mastotermes minutus Nel & Bourguet, 2006 (Éocène de la France)
- Mastotermes monostichus Zhao et al., 2019 (Ambre de Birmanie, Cénomanien)
- Mastotermes nepropadyom Vršanský and Aristov 2014 (Formation Doronino, Russie, Barrémien)
- Mastotermes picardi Nel & Paicheler, 1993 (Oligocène supérieur de la France)
- Mastotermes sarthensis Schlüter, 1989 (Ambre de Bezons, France, Cénomanien)
- Mastotermites stuttgartensis Armbruster, 1941 (Miocène moyen de l'Allemagne) - provisoirement placé dans Mastotermes

## Sources
- (en) F. M. Weesner, « Evolution and biology of the termites », Annual Review of Entomology (en), vol. 5,‎ janvier 1960, p. 153–170 (DOI 10.1146/annurev.en.05.010160.001101)
- (en) « Mastotermitidae » (consulté le 17 février 2022)